# Böcklingen
Böcklingen ist ein Ortsteil von Morsbach im Oberbergischen Kreis im südlichen Nordrhein-Westfalen innerhalb des Regierungsbezirks Köln.

## Lage und Beschreibung
In ländlicher, waldreicher Umgebung liegt Böcklingen am südlichsten Zipfel des Oberbergischen Kreises. Die Städte Gummersbach (38 km), Siegen (50 km) sowie Köln (75 km) sind rasch zu erreichen.
Benachbarte Böcklingener Ortsteile sind Geiningen im Nordwesten, Hahn im Süden, Niederellingen im Südwesten und Lichtenberg im Nordosten.

## Geschichte

### Erstnennung
1311 wurde der Ort das erste Mal urkundlich erwähnt, und zwar in einer „Vereinbarung zwischen Gr. v. Berg und Gr. v. Sayn über Rechte am Kupferbergwerk Buckelingin“. In diesem Vertrag muss Graf Gottfried II von Sayn (1311–1354) die Rechte am Kupferabbau – unter anderem in Böcklingen – an den Grafen Adolf VI. von Berg abtreten.
Die Schreibweise der Erstnennung war Buckelingin.

## Freizeit

### Vereinswesen
- Dorfgemeinschaft Böcklingen